# 18163 Дженальюїс
18163 Дженальюїс (18163 Jennalewis) — астероїд головного поясу, відкритий 1 серпня 2000 року.
Тіссеранів параметр щодо Юпітера — 3,521.